# Living After Midnight
«Living After Midnight» es una canción de la banda británica de heavy metal Judas Priest, incluida como la sexta pista del álbum British Steel de 1980 y publicada en marzo del mismo año como su primer sencillo a través de Columbia Records. Fue escrita por Rob Halford, Glenn Tipton y K.K. Downing, cuyas letras tratan sobre el hedonismo y la rebelión de la juventud británica a fines de la década de los setenta y principios de los ochenta. 
Desde su lanzamiento es interpretada en vivo en la gran mayoría de los conciertos desde el British Steel Tour. Una curiosidad de la canción es que la línea; «I took the city 'bout one A.M» es cambiada habitualmente en sus presentaciones, dependiendo de la ciudad o recinto en que estén.. Un ejemplo es en el disco en vivo Rising in the East en el que Halford canta «I took Budokan 'bout one A.M», cambiando la palabra city por el recinto japonés, en este caso el Nippon Budokan.
Alcanzó el puesto 12 en la lista británica UK Singles Chart, siendo la mejor posición de uno de sus sencillos en dicha lista hasta aquel momento.

## Vídeo musical
En el mismo mes que se lanzó como sencillo se grabó el vídeo musical como promoción, el cual fue dirigido por Julien Temple, que hasta ese entonces era conocido por ser el director de un corto documental sobre Sex Pistols. El vídeo comienza con un fanático tocando una batería ficticia, y luego aparece Halford bajándose de una motocicleta para dar un concierto. El recinto donde se grabó fue el Sheffield City Hall de Sheffield en Inglaterra, durante la gira British Steel Tour. Cabe mencionar que se convirtió en el primer vídeo musical de la banda y a su vez es uno de los primeros que mostraron la euforia de los jóvenes ingleses por la Nueva ola del heavy metal británico. El video culmina cuando los fanáticos de la banda se suben a un bus, luego que terminó el concierto.

## Versiones
Con el pasar de los años varias han sido las bandas que han versionado el tema, por ejemplo The Donnas en su álbum The Donnas Turn 21 del 2001, Saúl Blanch en el álbum Acero Argentino: Tributo a Judas Priest, el grupo estadounidense L.A. Guns en el álbum Hell Bent Forever: A Tribute to Judas Priest, por Iron Hell en su demo Rest In Hell y por Disturbed en su disco Asylum del 2010, entre otros. Por otro lado, el cantautor barcelonés El Sobrino del Diablo hizo una versión en idioma español para el disco Music is the Best (2011), bajo el título de «Diez chupitos de tequila». A su vez, ha sido interpretada en vivo por bandas como Anthrax, Angra y Alice In Chains, por mencionar algunos.

## Lista de canciones
| Vinilo de 7" |                                                  |                          |          |  |
| N.º          | Título                                           | Escritor(es)             | Duración |  |
| 1.           | «Living After Midnight»                          | Halford, Tipton, Downing | 3:31     |  |
| 2.           | «Delivering the Gods» (en vivo, grabado en 1979) | Halford, Tipton, Downing | 4:06     |  |

| Vinilo de 12" |                                                  |                          |          |  |
| N.º           | Título                                           | Escritor(es)             | Duración |  |
| 1.            | «Living After Midnight»                          | Halford, Tipton, Downing | 3:31     |  |
| 2.            | «Delivering the Gods» (en vivo, grabado en 1979) | Halford, Tipton, Downing | 4:06     |  |
| 3.            | «Evil Fantasies» (en vivo, grabado en 1979)      | Halford, Tipton, Downing |          |  |

## Músicos
- Rob Halford: voz
- Glenn Tipton: guitarra eléctrica
- K.K. Downing: guitarra eléctrica
- Ian Hill: bajo
- Dave Holland: batería